# Long May You Run
Long May You Run är ett album av The Stills-Young Band, ett samarbete mellan Stephen Stills och Neil Young. Övriga musiker som medverkade hämtades från Stills vanliga kompband. Albumet gavs ut i september 1976.
Albumet nådde 26:e plats på Billboardlistan. Efter albumet påbörjades också en turné, men Young tröttnade snart och lämnade Stills att slutföra den på egen hand.

## Låtlista
1. "Long May You Run" (Neil Young) - 3:52
2. "Make Love to You" (Stephen Stills) - 5:10
3. "Midnight on the Bay" (Neil Young) - 3:59
4. "Black Coral" (Stephen Stills) - 4:41
5. "Ocean Girl" (Neil Young) - 3:18
6. "Let It Shine" (Neil Young) - 4:43
7. "12/8 Blues (All the Same)" (Stephen Stills) - 3:41
8. "Fontainebleau" (Neil Young) - 3:57
9. "Guardian Angel" (Stephen Stills) - 5:38

## Medverkande
- Neil Young - gitarr, piano, munspel, synthesizer, sång
- Stephen Stills - gitarr, piano, sång
- Joe Lala - percussion, sång
- Jerry Aiello - orgel, piano
- George Perry - bas, sång
- Joe Vitale - trummor, flöjt, sång